# Akil İnsanlar Heyeti
Akil İnsanlar Heyeti (etwa „Rat der Weisen“) ist eine am 3. April 2013 durch den damaligen türkischen Ministerpräsidenten Recep Tayyip Erdoğan eingesetzte Kommission, die die Aufgabe hatte, bei der Bevölkerung für die Friedensverhandlungen im Rahmen des türkisch-kurdischen Konfliktes mit der Untergrundorganisation PKK Öffentlichkeitsarbeit zu leisten.
Weiter soll die Kommission auch eine beratende Funktion innehaben. Sie hatte 63 Mitglieder und war in sieben Arbeitsgruppen mit je neun Mitgliedern für die verschiedenen Regionen der Türkei untergliedert. Jede der sieben Arbeitsgruppen hatte jeweils einen Vorsitzenden, stellvertretenden Vorsitzenden und einen Sekretär, die nicht gewählt, sondern eingesetzt wurden. Als Teil des öffentlichen Lebens gingen (und gehen) die Mitglieder verschiedenen Berufen wie Künstler, Journalist, Dozent, Autor, Mitarbeiter eines NGO, Industrieller uvm. nach.

## Kommissionsmitglieder

### Mittelmeerregion
1. Vorsitzender: Rifat Hisarcıklıoğlu
2. Stellvertretende Vorsitzende: Lale Mansur
3. Sekretär: Tarık Çelenk
4. Kadir İnanır
5. Nihal Bengisu Karaca
6. Şükrü Karatepe
7. Muhsin Kızılkaya
8. Öztürk Türkdoğan
9. Hüseyin Yayman

### Ostanatolien
1. Vorsitzender: Can Paker
2. Stellvertretende Vorsitzende: Sibel Eraslan
3. Sekretär: Ayhan Ogan
4. Mahmut Arslan
5. Abdurrahman Dilipak
6. İzzettin Doğan
7. Abdurrahman Kurt
8. Zübeyde Teker
9. Mehmet Uçum

### Ägäisregion
1. Vorsitzender: Tarhan Erdem
2. Stellvertretende Vorsitzende: Avni Özgürel
3. Sekretär: Arzuhan Doğan Yalçındağ
4. Erol Ekici
5. Hilal Kaplan
6. Hasan Karakaya
7. Fuat Keyman
8. Fehmi Koru
9. Baskın Oran

### Südostanatolien
1. Vorsitzender: Yılmaz Ensaroğlu
2. Stellvertretende Vorsitzende: Kezban Hatemi
3. Sekretär: Mehmet Emin Ekmen
4. Murat Belge
5. Fazıl Hüsnü Erdem
6. Yılmaz Erdoğan
7. Etyen Mahçupyan
8. Lami Özgen
9. Ahmet Faruk Ünsal

### Zentralanatolien
1. Vorsitzender: Ahmet Taşgetiren
2. Stellvertretende Vorsitzende: Beril Dedeoğlu
3. Sekretär: Cemal Uşşak
4. Celalettin Can
5. Vahap Coşkun
6. Doğu Ergil
7. Erol Göka
8. Mustafa Kumlu
9. Fadime Özkan

### Marmararegion
1. Vorsitzender: Deniz Ülke Arıboğan
2. Stellvertretender Vorsitzender: Mithat Sancar
3. Sekretär: Levent Korkut
4. Mustafa Armağan
5. Ali Bayramoğlu
6. Ahmet Gündoğdu
7. Hayrettin Karaman
8. Hülya Koçyiğit
9. Yücel Sayman

### Schwarzmeerregion
1. Vorsitzender: Yusuf Şevki Hakyemez
2. Stellvertretende Vorsitzende: Vedat Bilgin
3. Sekretär: Fatma Benli
4. Şemsi Bayraktar
5. Kürşat Bumin
6. Oral Çalışlar
7. Orhan Gencebay
8. Yıldıray Oğur
9. Bendevi Palandöken

## Kritik
Die Kommission wird (Stand März 2013) in Teilen der türkischen Öffentlichkeit kritisiert, weil die größte Arbeitsgruppe aus Journalisten besteht, die der Regierung und Fethullah Gülen nahestehen. Folglich wird der Kommission die Unabhängigkeit abgesprochen. Die Vorsitzende der prokurdischen BDP, Gültan Kisanak, äußerte sich enttäuscht darüber, dass dem Gremium nur zwölf Frauen angehören. Zudem fehlten direkte Vertreter der Kurden.

## Ergebnisse der Arbeit
In knapp 3 Monaten führten die „Weisen“ landesweit über 300 Treffen mit mehr als 60.000 Menschen durch. Ende Juni 2013 legten die Delegationen ihre Berichte dem Premierminister vor. Das gemeinsame Ergebnis der Delegationen fassten Celalettin Can aus der Delegation für Zentralanatolien und Zübeyde Teker aus der Delegation für Ostanatolien mit der Forderung nach einer Änderung des Wahlrechts und der Verabschiedung einer neuen Verfassung zusammen. Die Berichte sollen aber kaum Wirkung auf die Politik der Regierung gehabt haben.